# Karolina Pawlak
Karolina Magdalena Pawlak – polska ekonomistka, profesor nauk społecznych w dyscyplinie ekonomia i finanse, związana z Katedrą Ekonomii i Polityki Gospodarczej w Agrobiznesie Wydziału Ekonomicznego Uniwersytetu Przyrodniczego w Poznaniu.

## Życiorys
W 2003 ukończyła studia ekonomiczne w Akademii Rolniczej im. Augusta Cieszkowskiego w Poznaniu, natomiast 23 stycznia 2007 obroniła pracę doktorską Konkurencyjność polskiego sektora rolno-spożywczego w handlu z krajami Unii Europejskiej, 25 lutego 2014 habilitowała się na podstawie dorobku naukowego i pracy zatytułowanej Międzynarodowa zdolność konkurencyjna sektora rolno-spożywczego krajów Unii Europejskiej. 
Postanowieniem Prezydenta Rzeczypospolitej Polskiej z dnia 27 czerwca 2024 r. otrzymała tytuł naukowy profesora nauk społecznych w dyscyplinie ekonomia i finanse.
Została zatrudniona na stanowisku adiunkta w Katedrze Ekonomii i Polityki Gospodarczej w Agrobiznesie na Wydziale Ekonomicznym i Społecznym Akademii Rolniczej im. Augusta Cieszkowskiego w Poznaniu.
Objęła funkcję profesora nadzwyczajnego Katedry Ekonomii i Polityki Gospodarczej w Agrobiznesie, w latach 2014-2019 pełniła funkcję prodziekana Wydziału Ekonomicznego i Społecznego Uniwersytetu Przyrodniczego w Poznaniu, a także członka zarządu Stowarzyszenia Ekonomistów Rolnictwa i Agrobiznesu.
Odbyła staże naukowe na Uniwersytecie Humboldta w Berlinie, Uniwersytecie Kalifornijskim w Davis (stypendium Fulbright Senior Award 2010-11), Uniwersytecie Kalifornijskim w Berkeley, Uniwersytecie Jiangnan w Chinach oraz Uniwersytecie Przyrodniczym w Pradze.

## Wybrane publikacje
Artykuły
• Hagemejer J., Michałek J.J., Pawlak K. (2021): Trade Implications of the Transatlantic Trade and Investment Partnership for Poland’s Agri-food Trade. Central European Journal of Economic Modelling and Econometrics, Vol. 13, Issue 1, ISSN 2080-119X, s. 75-103.
• Pawlak K., Kołodziejczak M. (2020): The Role of Agriculture in Ensuring Food Security in Developing Countries: Considerations in the Context of the Problem of Sustainable Food Production. Sustainability, 12(13), 5488.
• Pawlak K., Poczta W. (2020): Agricultural Resources and their Productivity: A Transatlantic Perspective. European Research Studies Journal, Vol. XXIII, Special Issue 1, s. 18-49.
• Smutka L., Kotyza P., Pawlak K., Pulkrábek J. (2020): Koncentrace českého a polského trhu s cukrem – vývoj a perspektivy (Czech and Polish Sugar Market Concentration – Development and Perspectives). Listy cukrovarnické a řepařské, 136(7-8), s. 278-285.
• Pawlak K., Kołodziejczak M., Xie Y. (2019): Horizontal Integration in the Agricultural Sector as a Factor Increasing Its Competitiveness – Experience from Poland. Eastern European Countryside, 25(1), s. 195-232.
• Smutka L., Pawlak K., Kotyza P., Pulkrábek J. (2019): Specifika a vývoj polského trhu s cukrem (Polish Sugar Market Specifics and Development). Listy cukrovarnické a řepařské, 135(4), s. 154-160.
• Smutka L., Pawlak K., Kotyza P., Pulkrábek J., Zielińska-Chmielewska A. (2019): Obchod s Polským cukrem a distribuce komparativních výhod ve vztahu k partnerským zemím (Polish sugar trade and comparative advantages distribution in relations to partner countries). Listy cukrovarnické a řepařské, 135(7-8), s. 262-268.
• Hamulczuk M., Pawlak K. (2019): Industry concentration and competitive advantage: Evidence from the EU dairy industry. Agrarian Perspectives XXVIII. Business Scale in Relation to Economics, Proceedings of the 28th International Scientific Conference, September 18-19, Prague, Czech Republic. Czech University of Life Sciences Prague, Faculty of Economics and Management, s. 59-66.
• Pawlak K. (2019): Intensity and structure of intra-industry trade in agri-food products observed in Polish and EU foreign trade with the US. Annals of the Polish Association of Agricultural and Agribusiness Economists, XXI(4), s. 374-382.
• Smutka L., Pawlak K., Kotyza P., Svatoš M. (2018): Polish sugar industry development. AGRIS on-line Papers in Economics and Informatics, 1/2018, s. 71-90.
• Pawlak K. (2018): Zdolność konkurencyjna przemysłu spożywczego krajów UE, USA i Kanady na rynku światowym. Zeszyty Naukowe Szkoły Głównej Gospodarstwa Wiejskiego w Warszawie – Problemy Rolnictwa Światowego, 18(3), s. 248-261.
• Pawlak K., Kołodziejczak M., Xie Y. (2016): Changes in foreign trade in agri-food products between the EU and China. Journal of Agribusiness and Rural Development, 4(42), s. 607-618.
• Pawlak K. (2016): Bezpośrednie inwestycje zagraniczne w przemyśle spożywczym krajów Unii Europejskiej. Zeszyty Naukowe Szkoły Głównej Gospodarstwa Wiejskiego w Warszawie – Problemy Rolnictwa Światowego, 16(2), s. 242-257.
• Poczta W., Pawlak K., Czubak W. (2012): Produktions- und Einkommenssituation im landwirtschaftlichen Sektor Polens nach dem Beitritt zur Europäischen Union. Berichte űber Landwirtschaft, 90(1), s. 133-158.
• Poczta W., Pawlak K. (2011): Potenzielle Wettbewerbsfächigkeit und Konkurrenzposition des polnischen Landwirtschaftssektors auf dem Europäischen Binnenmarkt. Berichte űber Landwirtschaft, 89(1), s. 134-169.
• Poczta W., Pawlak K. (2010): World agricultural trade liberalisation and growth prospects of Polish foreign trade in agri-food products. Zagadnienia Ekonomiki Rolnej, Dodatek do zeszytu 1/2010, s. 140-155.
Monografie
• Dybowski G., Nosecka B., Pawlak K., Woźniak L. (2018): Szanse dla polskiego sektora rolno-żywnościowego wynikające z doświadczeń globalnych i regionalnych oraz rozwoju opartego na wiedzy. Raport PW 2015-2019 nr 88. IERiGŻ-PIB, Warszawa, ISBN 978-83-7658-769-1, ss. 126.
• Dybowski G., Pawlak K., Poczta-Wajda A., Nosecka B., Jaworski R. (2017): Czynniki polityki rozwojowej w gospodarce żywnościowej wybranych krajów z uwzględnieniem gospodarki opartej na wiedzy. Raport PW 2015-2019 nr 53. IERiGŻ-PIB, Warszawa, ISBN 978-83-7658-691-5, ss. 132.
• Nosecka B., Pawlak K. (2014): Wybrane problemy konkurencyjności sektora rolno-spożywczego w Polsce i Unii Europejskiej. Raport PW 2011-2014 nr 125. IERiGŻ-PIB, Warszawa, ISBN 978-83-7658-510-9, ss. 122.
• Pawlak K. (2013): Międzynarodowa zdolność konkurencyjna sektora rolno-spożywczego krajów Unii Europejskiej. Rozprawy Naukowe nr 448. Wydawnictwo Uniwersytetu Przyrodniczego w Poznaniu, Poznań, ISSN 1896-1894, ISBN 978-83-7160-691-5, ss. 491.
• Pawlak K., Poczta W. (2011): Międzynarodowy handel rolny. Teorie, konkurencyjność, scenariusze rozwoju. Polskie Wydawnictwo Ekonomiczne, Warszawa, ISBN 978-83-208-1946-5, ss. 204.
Rozdziały w monografiach
• Pawlak K. (2017): Problemy światowego i europejskiego bezpieczeństwa żywnościowego, (w:) Ewolucja światowego i krajowego popytu na żywność w kontekście zmian demograficznych i bezpieczeństwa żywnościowego. Raport PW 2015-2019 nr 65. IERiGŻ-PIB, Warszawa, ISBN 978-83-7658-707-3, s. 50-89.
• Hagemejer J., Michałek J.J., Pawlak K. (2016): Ocena wpływu podpisania TTIP na polski sektor rolny i spożywczy, (w:) Analiza wpływu TTIP na wybrane sektory polskiej gospodarki, M. Dunin-Wąsowicz (red.). Wydawnictwo Naukowe SCHOLAR, ISBN 978-83-7383-863-5, s. 120-197.